# Powiat Balatonalmádi
Powiat Balatonalmádi (węg. Balatonalmádi járás) – jeden z dziesięciu powiatów komitatu Veszprém na Węgrzech. Siedzibą władz jest miasto Balatonalmádi.
Miejscowości powiatu Balatonalmádi:
- Balatonalmádi – siedziba władz powiatu
- Balatonfűzfő
- Balatonkenese
- Balatonakarattya
- Balatonfőkajár
- Csajág
- Felsőörs
- Királyszentistván
- Küngös
- Litér
- Papkeszi